# Coelogyne septemcostata
Coelogyne septemcostata är en orkidéart som beskrevs av Johannes Jacobus Smith.
Coelogyne septemcostata ingår i släktet Coelogyne och familjen orkidéer. Inga underarter finns listade i Catalogue of Life.